# Wilhelm August Gersdorf
Wilhelm August Gersdorf (* 14. Februar 1827 in Dippoldiswalde; † unbekannt) war ein deutscher Autor, der sich vor allem als Chronist der Stadt Crimmitschau verdient gemacht hat und zwei Vorlagen für den sächsischen Landtag erstellte.

## Leben und Wirken
Gersdorf wurde im sächsischen Osterzgebirge geboren und schlug nach dem Schulbesuch eine Verwaltungslehre ein. Beim Rat der Stadt Crimmitschau erhielt er 1859 eine Anstellung als Registrator und Archivar. In dieser Zeit befasste sich Gersdorf intensiv mit Lokalgeschichte und aktuellen politischen Fragen in seinem Heimatort. Er verfasste ein zweifach aufgelegtes Werk über die Local-Ordnungen der Stadt Crimmitzschau und gab zwei chronikalische Abhandlungen über das Geschehen in Crimmitschau in den Jahren 1872 und 1873 heraus.
Größere Aufmerksamkeit erzielte er durch zwei Druckschriften, die er in Zusammenhang mit den auf den Landtagen in Dresden geführten Diskussionen über die Einrichtung der Gerichts- und Verwaltungsbehörden und über ein Wahlgesetz im Königreich Sachsen vorlegte und an die Landtagsmitglieder verteilen ließ.
1873 schied er aus dem städtischen Dienst aus und wurde Kirchner in der evangelisch-lutherischen Gemeinde der St.-Johannis-Kirche in Crimmitschau, welches Amt er bis 1894 versah.

## Publikationen (Auswahl)
- Einige Sätze in Betreff einer neuen Einrichtung der Gerichts- und Verwaltungs-Behörden im Königreiche Sachsen. Crimmitzschau, 1866.
- Einige Sätze in Betreff eines Wahlgesetzes für das Königreich Sachsen. Crimmitschau, 1867.
- Local-Ordnungen der Stadt Crimmitzschau. Crimmitschau, 1867; 2. Aufl., Crimmitschau 1873.
- Chronik der Stadt Crimmitzschau vom Jahre 1872. Crimmitschau, 1872.
- Chronik der Stadt Crimmitzschau vom Jahre 1873. Crimmitschau, 1873.